# سیارک ۱۵۵۹۴
سیارک ۱۵۵۹۴ (به انگلیسی: 15594 Castillo، نامگذاری:2000GG95) پانزده هزار و پانصد و نود و چهارمین سیارک کشف شده‌است که در ۶ آوریل ۲۰۰۰ کشف شد.
قدر مطلق سیارک برابر ۱۹.۵ است.